# Vickers
A Vickers foi uma empresa britânica de engenharia, que adquiriu fama como fabricante de artefatos militares, desde armas e munição, até navios, tanques, dirigíveis e aviões.
Fundada em 1828 por Edward Vickers como Naylor Vickers & Co, foi passando por várias reorganizações, mudanças de nome e propriedade ao longo dos anos. Permaneceu ativa até 1999, sendo que o nome Vickers foi abandonado completamente em 2004.

## História

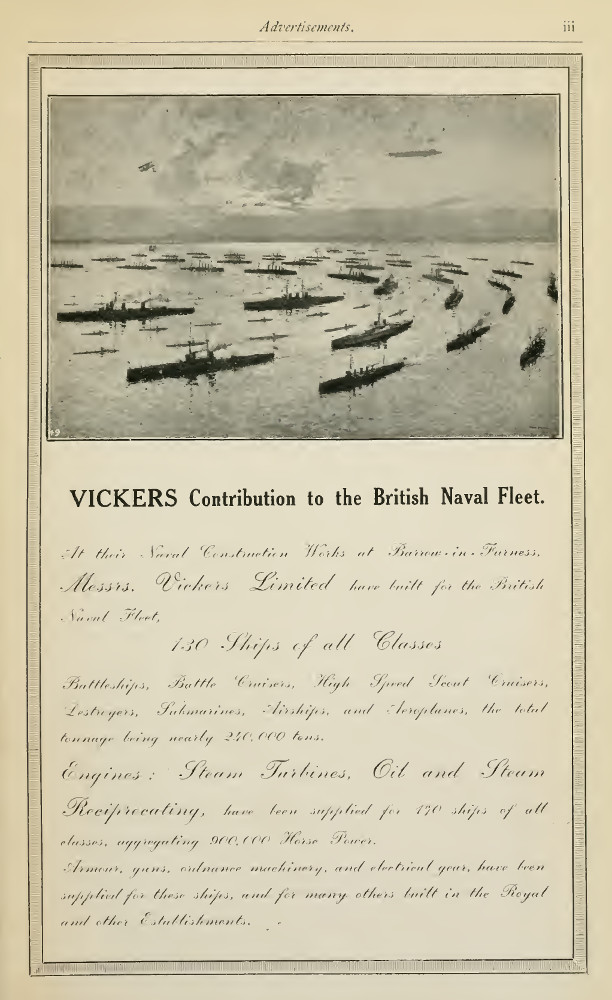
Um anúncio da Vickers de 1915.

A Vickers veio a se tornar uma empresa de capital aberto em 1867 como Vickers, Sons & Company e foi novamente reorganizada em 1897 como Vickers, Sons & Maxim, e uma expansão para o setor aeronáutico a transformou na Vickers Limited em 1911, tendo havido uma reestruturação administrativa em 1926.
Em 1927, uma fusão com a Armstrong Whitworth, fez dela a Vickers-Armstrongs, Ltd, sendo estatizada nos anos 60. Partes da empresa formaram desde 1977 a Vickers plc que comprou o fabricante de automóveis Rolls-Royce em 1980 e o fabricante inglês de motores Cosworth em 1990, sendo vendidos em 1998 para Volkswagen.
A Rolls-Royce plc (privatizada em 1987) adquiriu o grupo Vickers em 1999 e vendeu o ramo de equipamento militar não relacionado com navios para Alvis plc (Alvis Vickers). Em 2004 o grupo Alvis foi adquirido pela empresa aerospacial BAE Systems e o nome Vickers deixou de ser usado.

## Produtos (seleção)

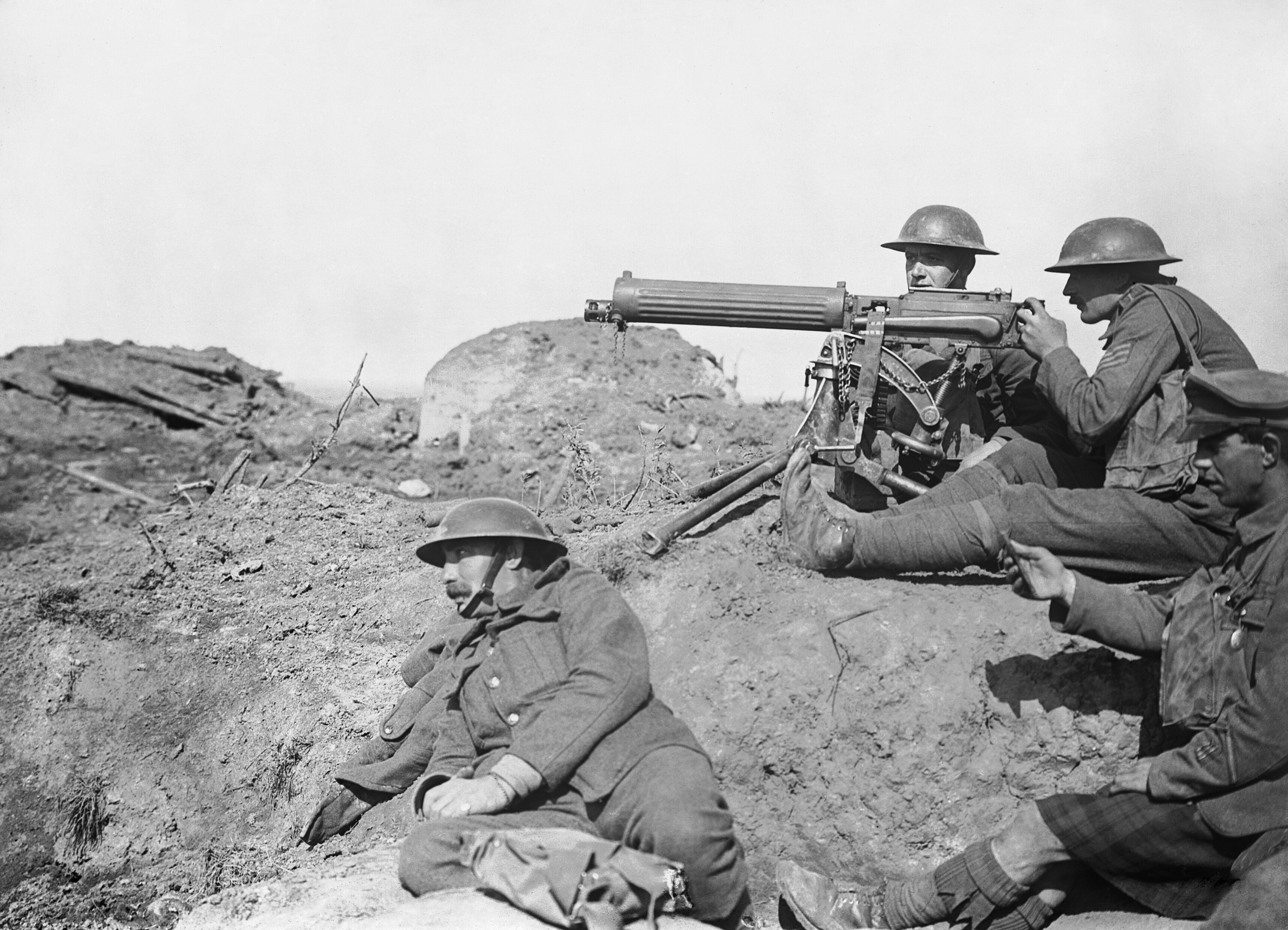
Metralhadora Vickers.

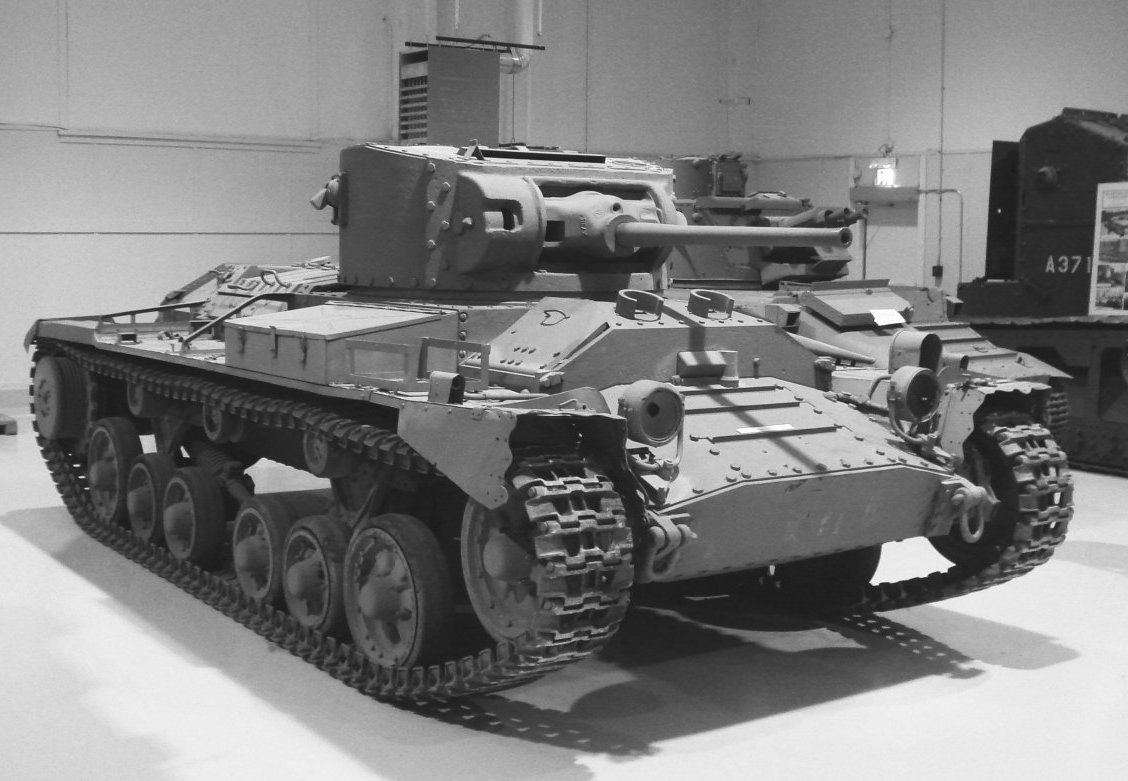
Tanque Valentine.

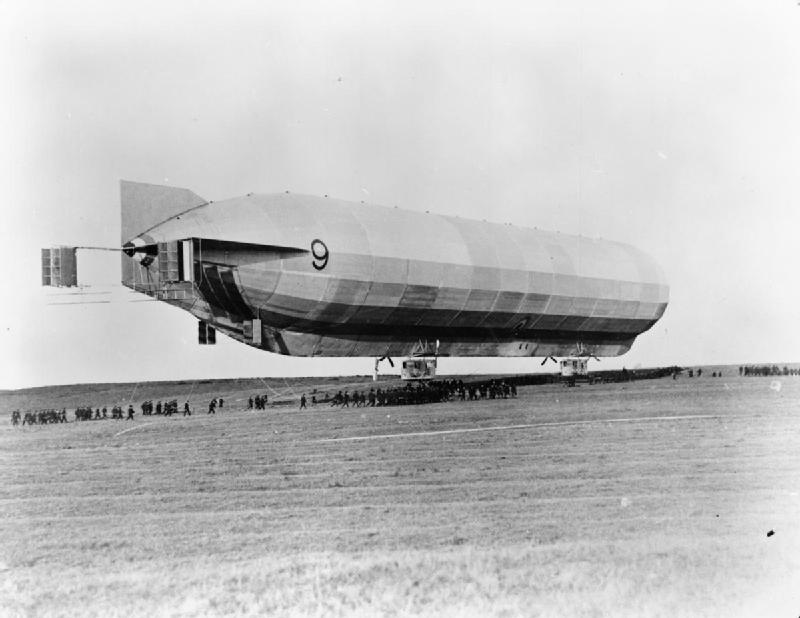
O dirigível HMA No. 9r.

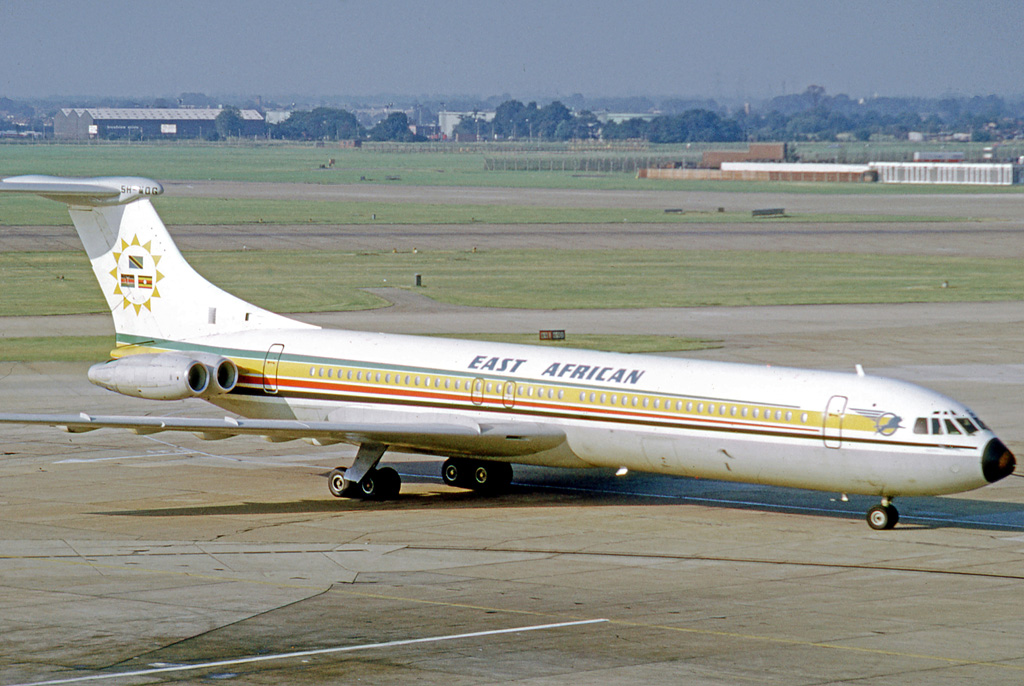
Avião Vickers VC10.

Vickers produziu armas, veículos militares, aviões, dirigíveis, porta-aviões e navios, entre outros.
- Vickers - metralhadora arrefecida a água, de calibre 303 pol, produzida pela Vickers a partir do desenvolvimento da Metralhadora Maxim.
- Vickers Armstrong Modelo XIX - canhão para artilharia de costa calibre 152,4mm.
- Rurik - cruzador armado construído em 1906.
- Mikasa - couraçado construído em 1900.
- Vickers 6-Ton e Vickers A1E1 Independent - tanques experimentais do período entre-guerras.
- Vickers Viscount - avião turbo-hélice de médio-alcance (ver também: Vickers Viscount FAB VC 90: avião presidencial do governo brasileiro).
- Vickers VC-10 - jato comercial.

### Dirigíveis
- HMA No. 1 (1911)
- HMA No. 9r (1916)